# 格林伍德 (紐約州)
格林伍德（英語：Greenwood）是一個位於美國紐約州斯托本縣的鎮。

## 人口
根據2020年美國人口普查的數據，格林伍德的面積為107.09平方千米，當中陸地面積為107.07平方千米，而水域面積為0.02平方千米。當地共有人口771人，而人口密度為每平方千米7人。